# Paul Bachelet
Pour les articles homonymes, voir Bachelet.
Paul Bachelet est un homme politique français né le 17 novembre 1878 à Vaulx-Vraucourt (Pas-de-Calais) et décédé le 26 février 1967. Il est le fils d'Henri Bachelet, sénateur du Pas-de-Calais de 1920 à 1930.
Il est élu sénateur du Pas-de-Calais en 1936. Siégeant parmi les non-inscrits, il vote, le 10 juillet, en faveur de la remise des pleins pouvoirs au Maréchal Pétain. Il ne retrouve pas de mandat parlementaire après la Libération.

## Sources
- « Paul Bachelet », dans le Dictionnaire des parlementaires français (1889-1940), sous la direction de Jean Jolly, PUF, 1960 [détail de l’édition]